# Nordvestlige føderale distrikt
Det Nordvestlige føderale distrikt (russisk: Се́веро-За́падный федера́льный о́круг) er et af de syv føderale distrikter i Rusland. Distriktet har en befolkning på 13.974.466 (2002) personer og har en størrelse på 1.677.900 km². Lederen af distriktet er for tiden Ilja Klebanov.
Indeholder: 
- Arkhangelsk oblast
  - Nenets autonome okrug
- Kaliningrad oblast
- Republikken Karelija
- Republikken Komi
- Leningrad oblast
- Murmansk oblast
- Novgorod oblast
- Pskov oblast
- Sankt Petersborg
- Vologda oblast

59°57′N 30°19′Ø / 59.95°N 30.32°Ø